# Malcolm Hamilton (1825–1903)
Malcolm Walter Hamilton, född 24 oktober 1825, död 1 maj 1903, var en svensk greve och militär.
Hamilton blev underlöjtnant vid Västgöta regemente 1845, generalstabsofficer 1851, major 1862, överste och chef för Västgöta regemente 1872, generalmajor 1885, generallöjtnant 1892 och general 1898.
Hamilton var generalbefälhavare i tredje militärdistriktet mellan 1885 och 1887, i andra militärdistriktet mellan 1887 och 1893 (chef för andra arméfördelningen), inspektör för militärläroverket 1893–1896 och inspektör för trängtrupperna 1896–1903.
Från 1893 till 1898 var han militär ledamot av Högsta domstolen, plus ledamot av många kommittéer, däribland kommittén för granskning av ny härordning 1890–1891.

## Familj
Malcolm Hamilton tillhörde den grevliga ätten Hamilton med nummer 86 i Adelskalendern. Han var son till vice häradshövdingen Hugo David Hamilton. Malcolm Hamilton var gift med grevinnan Anna Aurora Eleonora Hamilton (1829–1917). De var föräldrar till Hugo David Malcolm Hamilton. Malcolm Hamilton var bror till Gustaf Hamilton, brorson till Gustaf Wathier Hamilton och farbror till Hugo Hamilton. Makarna Hamilton är begravda på Solna kyrkogård.

## Utmärkelser

### Svenska utmärkelser
- Riddare och kommendör av Kungl. Maj:ts Orden (Serafimerorden), 30 november 1901.[5]
- Kommendör med stora korset av Svärdsorden, 1 december 1890.[5]
- Kommendör av första klass Svärdsorden, 1 december 1881.[5]
- Riddare av Svärdsorden, 4 juni 1867.[5]
- Riddare av Nordstjärneorden, 20 november 1874.[5]

### Utländska utmärkelser
- Riddare av Danska Dannebrogsorden, 23 juni 1860.[5]
- Kommendör av Franska Hederslegionen, 12 januari 1881.[5]
- Officer av Franska Hederslegionen, 25 september 1880.[5]
- Kommendör av första klassen av Norska Sankt Olavs orden, 1 december 1886.[5]
- Riddare av Norska Sankt Olavs orden, 25 juni 1865.[5]
- Riddare av tredje klassen av Österrikiska Järnkroneorden, 31 juli 1859.[5]